# 阿拉香槟
阿拉香槟是法国滨海夏朗德省的一个市镇，位于该省东南部，属于容扎克区。该市镇总面积7.65平方公里，2009年时的人口为264人。

## 人口
阿拉香槟（Allas-Champagne）人口变化图示